# Bolesław Herudziński
Bolesław Kazimierz Herudziński (ur. 21 kwietnia 1942 w Bełchatowie) – polski polityk, górnik, działacz związkowy, poseł na Sejm II kadencji.

## Życiorys
Ukończył w 1970 studia na Wydziale Maszyn Górniczych i Hutniczych Akademii Górniczo-Hutniczej w Krakowie. Pracował m.in. w KWB Konin, a od powstania w KWB Bełchatów. Od lat 70. działacz związków zawodowych w tym Związku Zawodowego Górników Węgla Brunatnego. Był też pierwszym przewodniczącym zarządu głównego Związku Socjalistycznej Młodzieży Polskiej, powstałego w 1976. Do 2006 pełnił funkcję wiceprzewodniczącego łódzkiej rady wojewódzkiej OPZZ.
W latach 1996–1997 sprawował mandat posła na Sejm II kadencji, wybranego z listy Sojuszu Lewicy Demokratycznej w okręgu Piotrków Trybunalski. Od lat 90. do 2006 zasiadał w radzie miasta Bełchatów z ramienia SLD. W wyborach samorządowych w 2006 bez powodzenia ubiegał się o reelekcję. W 2005 kandydował również bezskutecznie do Sejmu. Wystąpił w międzyczasie z SLD, a w wyborach do Parlamentu Europejskiego w 2009 i wyborach parlamentarnych w 2011 był kandydatem Polskiej Partii Pracy.
Odznaczony Złotym Krzyżem Zasługi (1997) oraz Krzyżem Kawalerskim Orderu Odrodzenia Polski (2004).